# Tropodiaptomus digitatus
Tropodiaptomus digitatus is een eenoogkreeftjessoort uit de familie van de Diaptomidae. De wetenschappelijke naam van de soort is voor het eerst geldig gepubliceerd in 1981 door Dussart.